# Каримова, Зайнаб Хабибулловна
Зайнаб Хабибулловна Каримова (1909—1995) — советская учёная-микробиолог, доктор медицинских наук (1968), профессор (1969).
Автор более 150 научных работ.

## Биография
Родилась 22 февраля 1909 года в деревне Аллагуватово Уфимской губернии, позже Стерлитамакского района Башкирской АССР, в крестьянской семье.
В 1920 году семья переехала в город Стерлитамак, где Зайнаб за семь лет окончила школу-девятилетку и в 1927 году поступила на медицинский факультет Казанского государственного университета. Окончив вуз в 1931 году, была оставлена в нём для продолжения учёбы в аспирантуре при кафедре микробиологии. После успешного завершения аспирантуры, в 1934 году Каримова была премирована полугодовой научной командировкой в центральные научно-исследовательские институты СССР (Москва, Ленинград, Тбилиси, Киев).
В 1935 году, вернувшись из командировки, Зайнаб Каримова была принята на работу в Казанский университет ассистентом кафедры микробиологии. В этом же году её работы по изучению бактериофагов были обобщены в кандидатской диссертации на тему «О применении бактериофага при процессах нагноения в эксперименте на животных». В 1944 году она стала доцентом, а с 1969 года была профессором кафедры. Одновременно в период с 1945 по 1974 год (с перерывами) она заведовала кафедрой микробиологии Казанского государственного медицинского института (ныне университет). Под её руководством выполнены 3 докторские, 14 кандидатских диссертаций.
В годы Великой Отечественной войны в госпиталях Казани и других районах Татарской АССР появились заболевания раненых солдат желтухой неизвестной этиологии. Занимаясь изучением причины этой проблемой, 3. X .Каримова установила этиологию заболевания и впервые выделила от больных людей лептоспиры серогруппы Semarang, которые ранее считались сапрофитами и расшифровала этиологическую структуру лептоспирозов в ТАССР, а также Марийской АССР. Работы Каримовой в этой области медицины были обобщены в её докторской диссертации «Лептоспирозы в ТАССР», которую она защитила в 1968 году. Открытый один из видов лептоспиры назван её именем — штамм Каримовой.
Одновременно с научно-педагогической, занималась общественной деятельностью — была членом факультетского партбюро института и членом правления Казанского филиала Всероссийского общества эпидемиологов и микробиологов, а также членом учёных советов ряда казанских вузов. Много раз избиралась в городской Совет депутатов трудящихся.
Умерла 22 сентября 1995 года в Казани.
Награждена орденом «Знак Почета», знаком «Отличник здравоохранения СССР», многими медалями и Почётной грамотой Президиума Верховного Совета ТАССР.

## Адреса
- Казань, улица Карла Маркса, 54 (1-й дом Правительства).[4]